# 1717

## أحداث
- 16 يوليو: تأسيس مدينة سيوداد ديل كارمن وتقع حاليا في المكسيك.
- 17 يوليو - جورج فريدريك هاندل يعرض لأول مرة موسيقى الماء أمام الملك جورج الأول.

## مواليد
- ماريا تيريزا
- 5 يوليو - بيدرو الثالث من البرتغال، زوج ملكة البرتغال ماريا الأولى من البرتغال. (توفي 1786).

## = ديسمبر
- 5 ديسمبر - حسين آل نظمي، لغوي عراقي.